# Seznam danskih filozofov
Seznam danskih filozofov.

## B
- Boetij iz Dacije
- Niels Bohr

## G
- N. F. S. Grundtvig (Nikolai Frederick Severin Grundtvig) (1783-1872)

## H
- Harald Høffding
- Louis Hjelmslev
- Ludvig Holberg

## K
- Søren Kierkegaard

## L
- Knud Ejler Løgstrup

## P
- Jens Paludan-Müller

## R
- Alf (Niels Christian) Ross (1899-1979; pravnik)

## S
- Johannes Sløk
- Henrik Steffens

## Z
- Dan Zahavi